# Jamu e Caxemira (estado principesco)
Jamu e Caxemira (nome oficial em inglês: Jammu and Kashmir; em caxemiriano: جۄم تٕ کٔشېر; em urdu: مقبوضہ کشمیر; em hindi: जम्मू और कश्मीर) foi um um Estado principesco do Império Britânico na Índia que existiu entre 1846 e 1947, governado por um marajá. O estado foi criado em 1846 quando, após sua vitória na Primeira Guerra Anglo-Sikh, a Companhia das Índias Orientais anexa o Vale da Caxemira e imediatamente vende aos Dogras o domínio de Jamu sob o Tratado de Amritsar.
De acordo com o tratado, o estado estava "situado ao leste do rio Indo e oeste do rio Ravi", e cobria uma área de 210 000 quilômetros quadrados. Mais tarde, as regiões de Hunza, Nagar, e Guilguite foram adicionadas ao Estado.
Na época da partição da Índia, o marajá Hari Singh, o governador do Estado, preferiu permanecer independente e não quis aderir tanto a União da Índia como ao Domínio do Paquistão. Ele pretendia que a Índia e o Paquistão reconhecessem seu Estado principesco como um país independente, neutro como a Suíça. 
O Estado é extinto em 1949 no contexto da partição da Índia, com sua anexação à União Indiana e sua invasão parcial pelo exército do Domínio do Paquistão como parte da Primeira Guerra Indo-Paquistanesa.

## Marajás de Jamu e Caxemira
| S.no | Nome         | Reinado   |
| ---- | ------------ | --------- |
| 1.   | Gulab Singh  | 1846–1857 |
| 2.   | Ranbir Singh | 1857–1885 |
| 3.   | Pratap Singh | 1885–1925 |
| 4.   | Hari Singh   | 1925–1949 |